# Lenophyllum texanum
Lenophyllum texanum là một loài thực vật có hoa trong họ Crassulaceae. Loài này được (J.G. Sm.) Rose miêu tả khoa học đầu tiên năm 1904.